# Nieboczowy
Nieboczowy (česky též Nebočov, německy Niebotschau) je vesnice v jižním Polsku ve Slezském vojvodství v okrese Wodzisław v gmině Lubomia. Tato zaniklá a nově postavená vesnice leží na území historického Horního Slezska mezi Ratiboří (12 km) a Vladislaví (8 km) v údolí řeky Odry v Ratibořské kotlině.

## Historie a další informace
Vesnice byla založena v první polovině 13. století (první zmínka pochází z roku 1240) a původně se nacházela na pravém břehu Odry zhruba 6 km jižně od Ratiboře. Vzhledem k tomu, že byla Ratiboř a další města na dolním toku Odry (Opolí, Vratislav) několikrát postižena velkými povodněmi (nejsilněji v roce 1997), bylo rozhodnuto o výstavbě poldru Racibórz Dolny rozkládajícího se mj. na místě obcí Nieboczowy a Ligota Tworkowska. Výstavba poldru začala v roce 2012 a obě vesnice byly postupně likvidovány. K 1. lednu 2017 původní Nieboczowy oficiálně zanikly.
Současně s likvidací začala výstavba „nových Nieboczowů“ na ploše 37 ha na území Dąbrówky, části obce Syrynia, zhruba 7 km jihozápadně od původní vesnice. Nová vesnice vznikla podle jednotného architektonického plánu včetně kostela (vysvěcen v srpnu 2018), hřbitova, parku s rekreačním vybavením, sportovního a kulturního střediska (ukončeno na jaře 2019). Byly zrekonstruovány všechny boží muky a kříže, jež se nacházely ve vsi, a ulice získaly stejná jména jako v původní obci. Domy mohly být postaveny podle jednoho ze tří návrhů. K financování celého projektu, který stál celkově 58 mil. zlotých (362,5 mil. Kč), přispěla půjčkou Světová banka. Do nových Nieboczowů se přestěhovalo okolo 200 z 550 původních obyvatel.

## Galerie

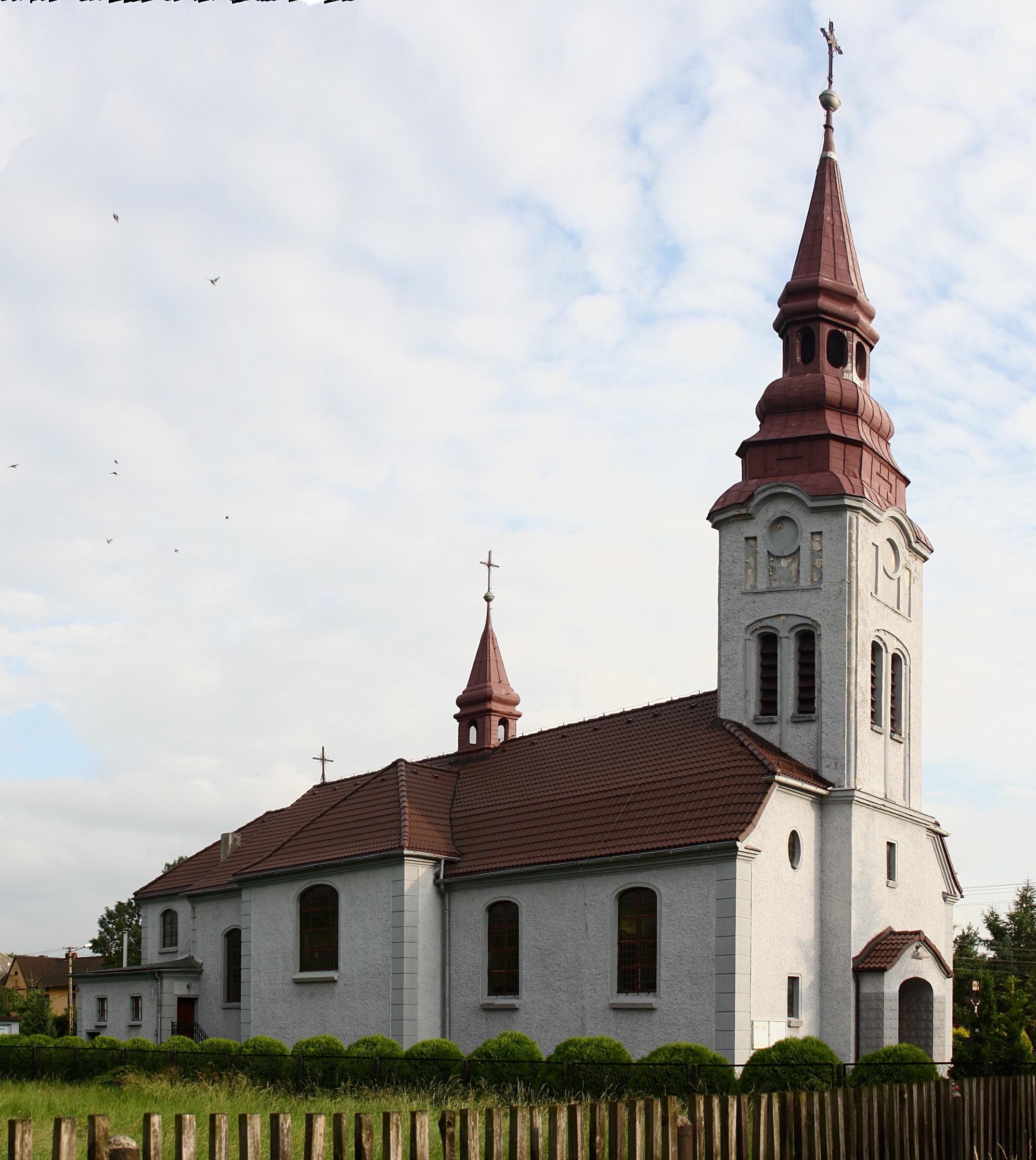
Kostel v staré vsi (2011)
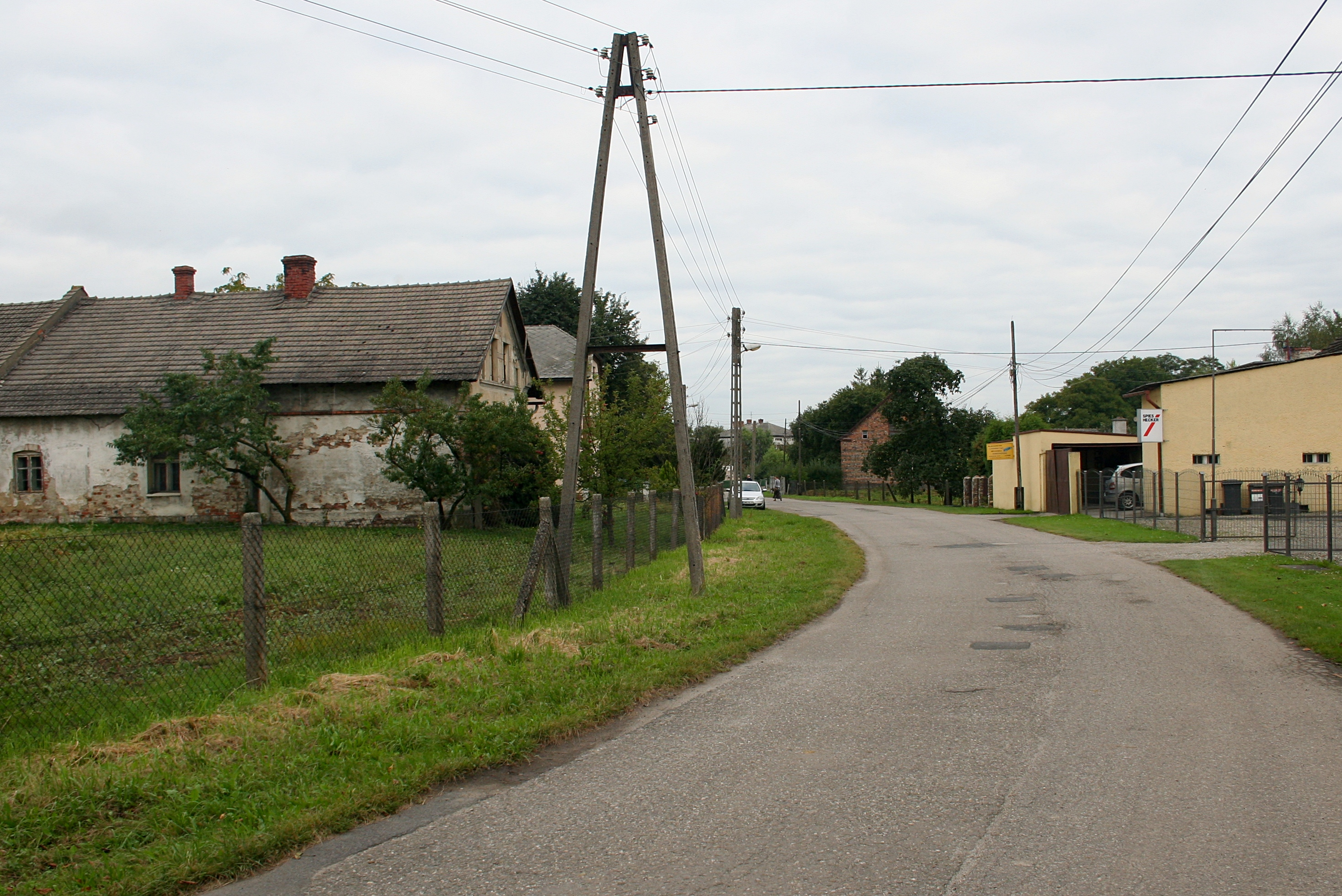
Ulice Rzeczna v staré vsi (2011)
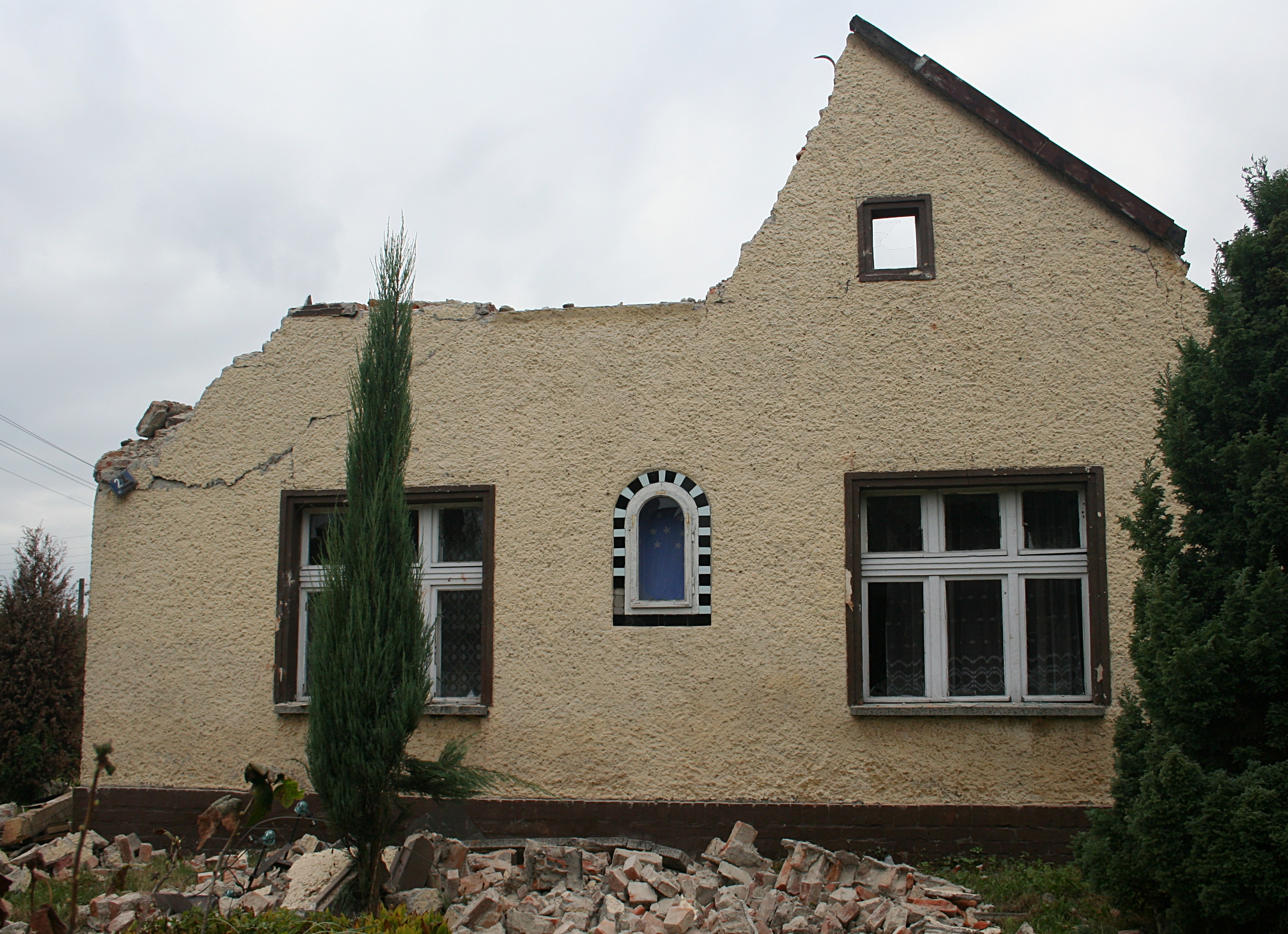
Demolice staré vsi
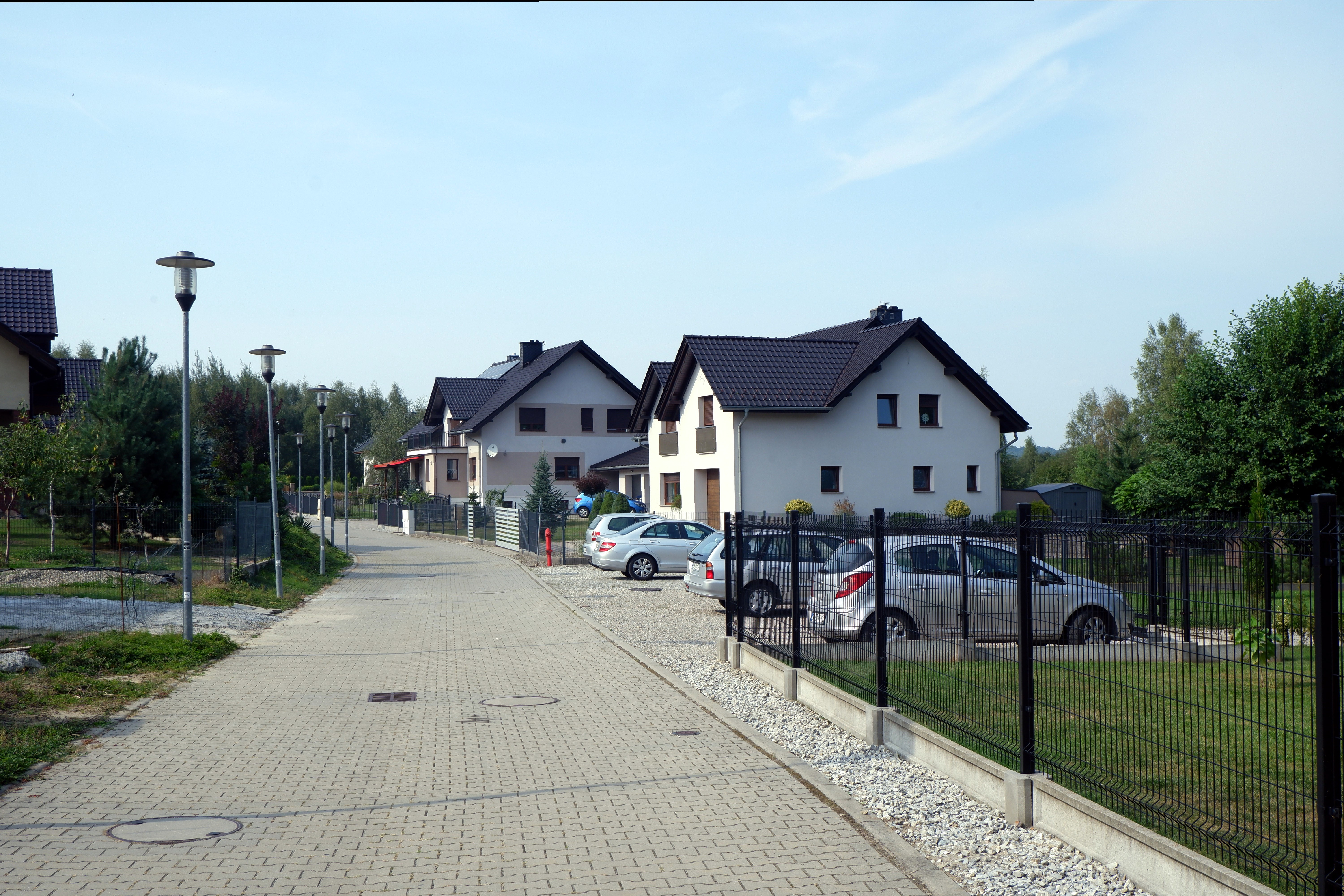
Ulice Rzeczna v nové vsi (2024)
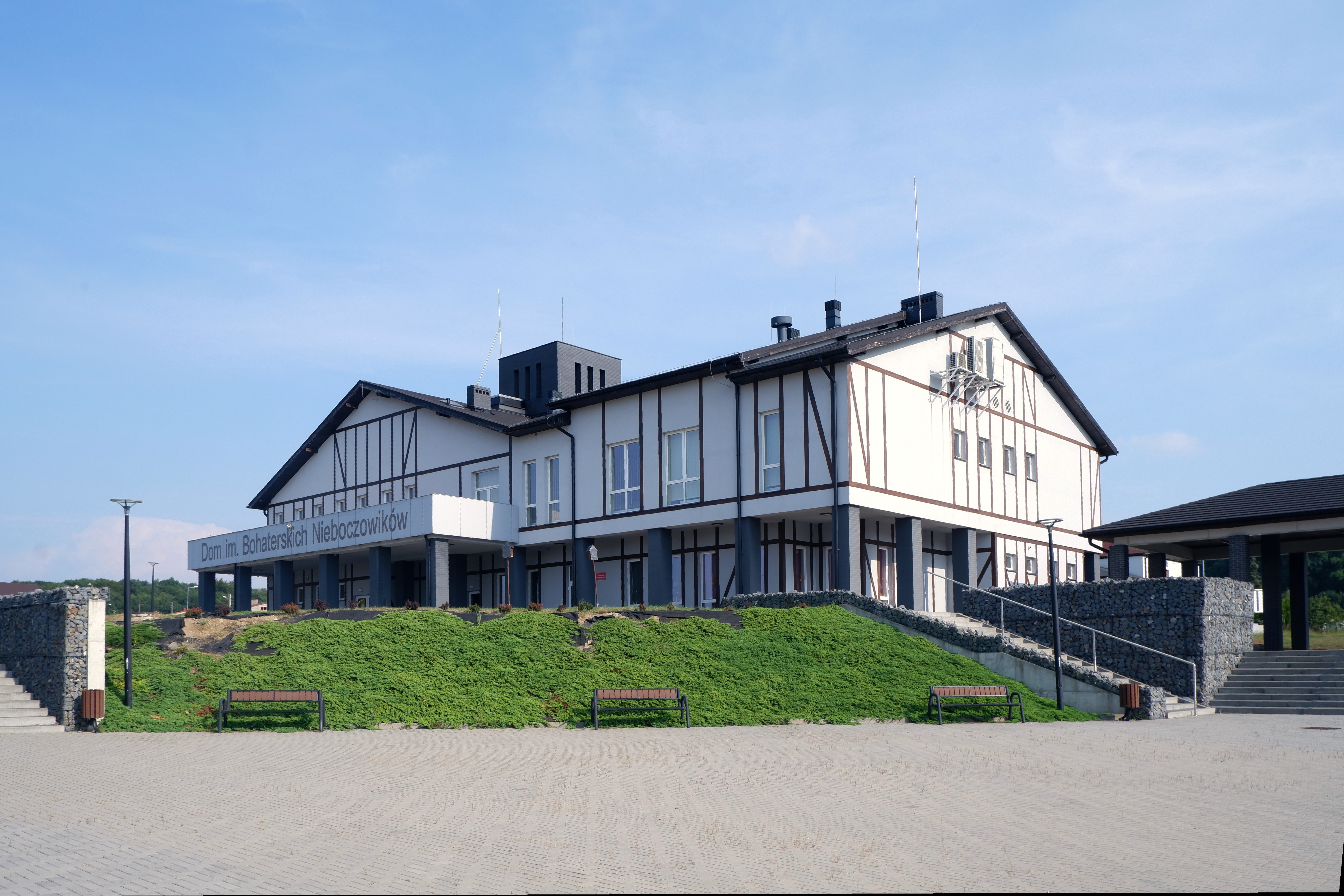
Kulturní dům v nové vsi (2024)
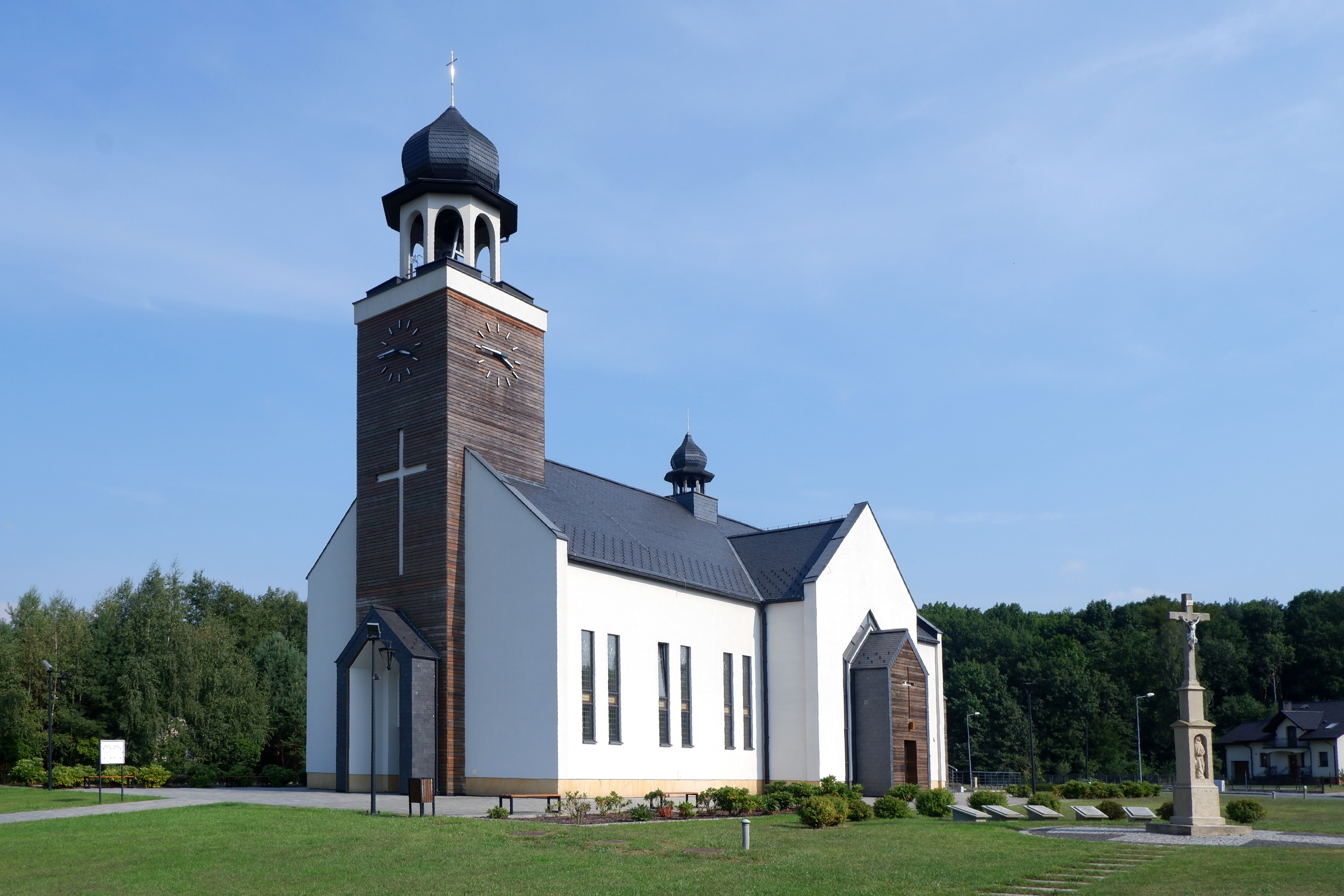
Kostel v nové vsi (2024)
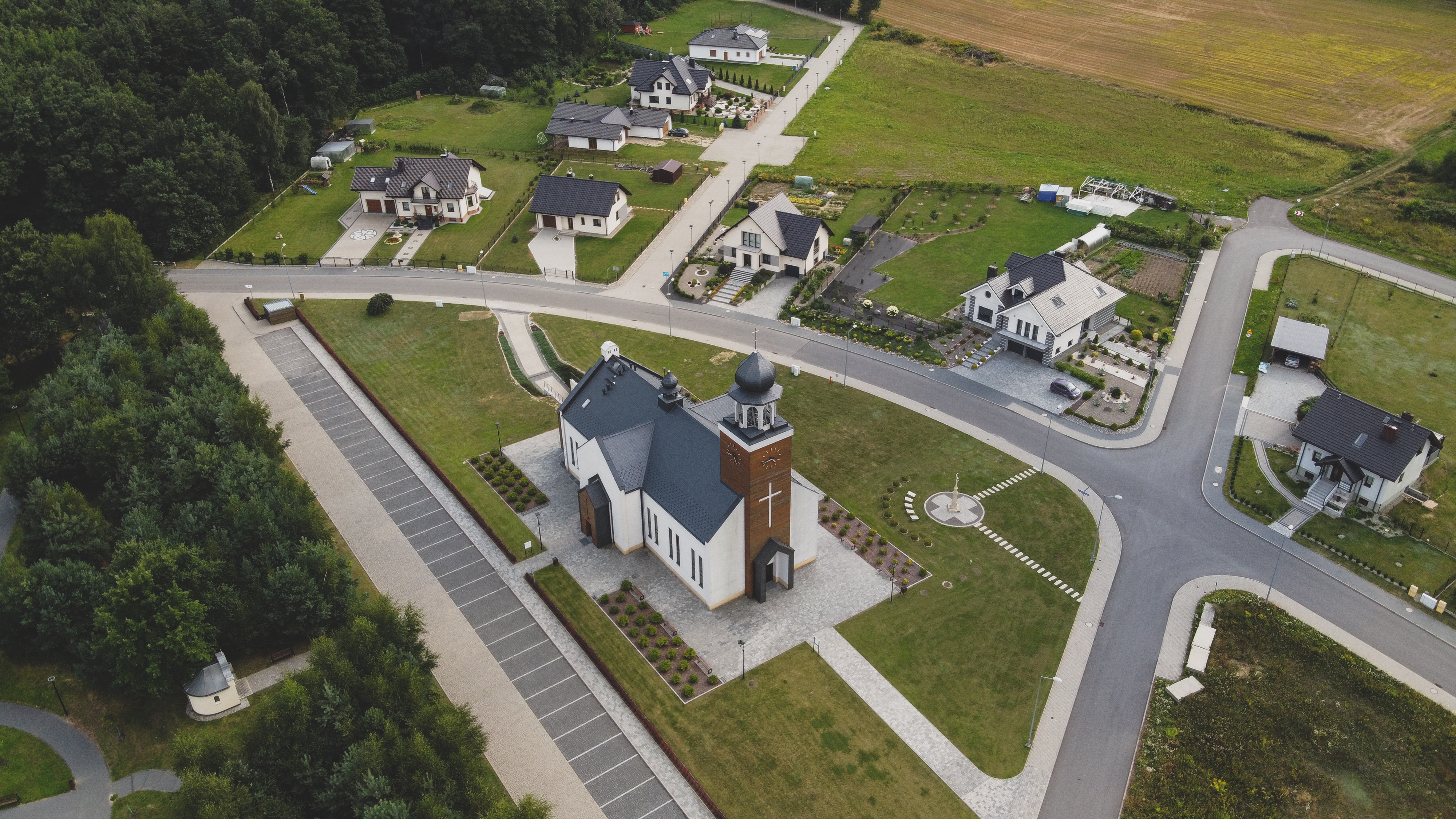
Letecký pohled na kostel i s okolím